# NGC 2352
NGC 2352 est un groupe d'étoiles, situé dans la constellation du Grand Chien. Il a été découvert par l'astronome germano-britannique William Herschel en 1785.